# Moody Air Force Base
La Moody Air Force Base è una base militare dell'United States Air Force, gestita dall'Air Combat Command e situata vicino alla città di Valdosta, in Georgia.

## Informazioni Generali
La struttura odierna è stata attivata nel giugno 1941, e prende il nome dal Maggiore George P. Moody, ucciso il 5 maggio 1941.

## Unità
Attualmente l'unità ospitante è il 23rd Wing.
Sono presenti i seguenti reparti:
- U.S.A.F.
  - 93rd Air Ground Operations Wing
  - 476th Fighter Group, 442nd Fighter Wing, Air Force Reserve Command
  - 81st Fighter Squadron, 14th Flying Training Wing, Air Education and Training Command